# Saint-Marceau (Ardennes)
Saint-Marceau ist eine französische Gemeinde mit 351 Einwohnern (Stand: 1. Januar 2022) im Département Ardennes in der Region Grand Est (bis 2015 Champagne-Ardenne). Sie gehört zum Arrondissement Charleville-Mézières, zum Kanton Nouvion-sur-Meuse und zum Gemeindeverband Crêtes Préardennaises.

## Geographie
Umgeben wird Saint-Marceau von den Nachbargemeinden La Francheville im Norden, Les Ayvelles im Nordosten, Chalandry-Elaire im Osten, Étrépigny im Südosten, Balaives-et-Butz im Süden, Boulzicourt im Südwesten sowie Saint-Pierre-sur-Vence Westen.

## Bevölkerungsentwicklung
| Jahr                       | 1962 | 1968 | 1975 | 1982 | 1990 | 1999 | 2007 | 2019 |
| -------------------------- | ---- | ---- | ---- | ---- | ---- | ---- | ---- | ---- |
| Einwohner                  | 220  | 201  | 267  | 364  | 411  | 421  | 380  | 344  |
| Quellen: Cassini und INSEE |      |      |      |      |      |      |      |      |

## Sehenswürdigkeiten
- Kirche Saint-Martial
- Château de Saint-Marceau, ein Verteidigungsgebäude aus dem 15. oder 16. Jahrhundert, Monument historique seit 1990[1]

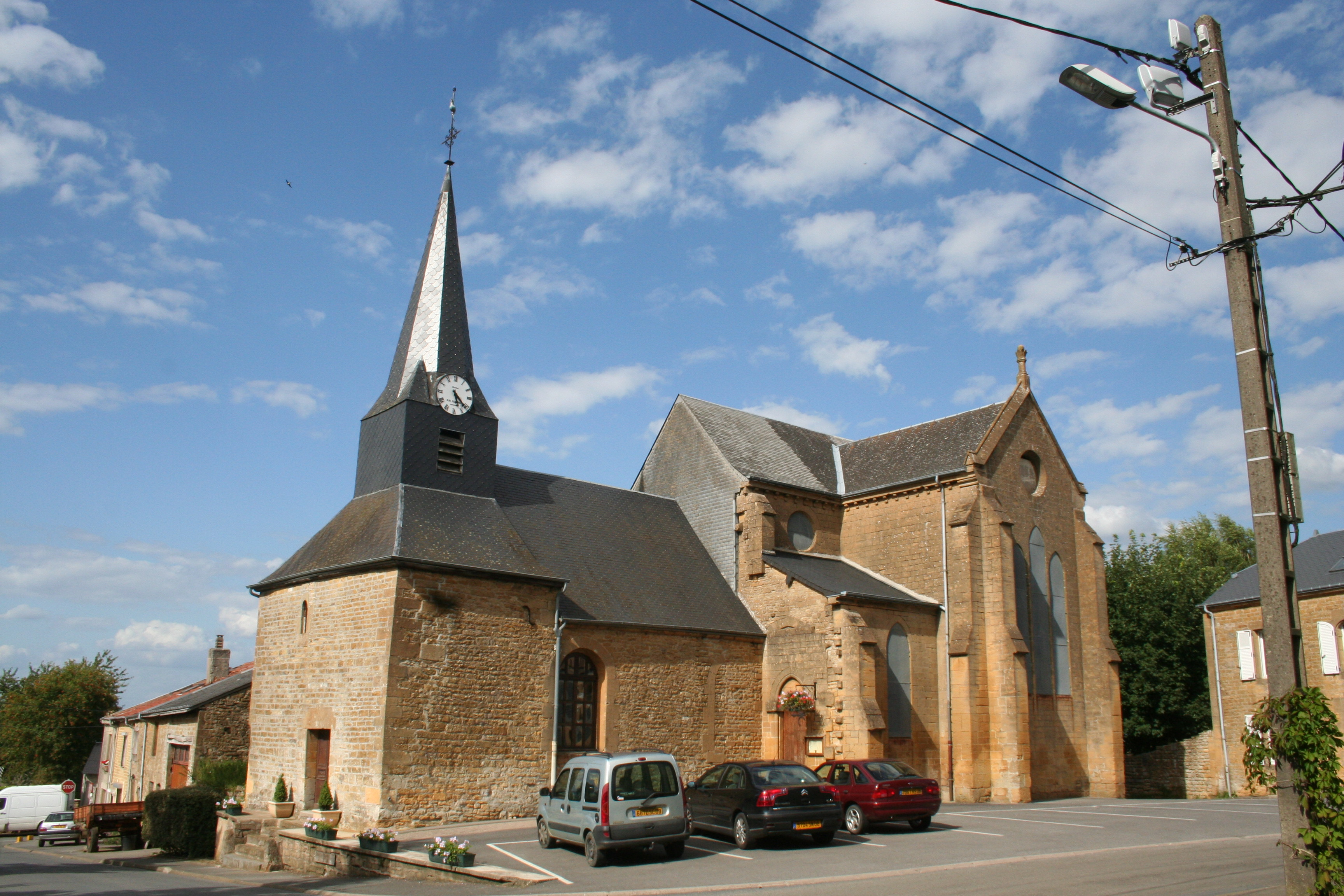
Kirche Saint-Martial
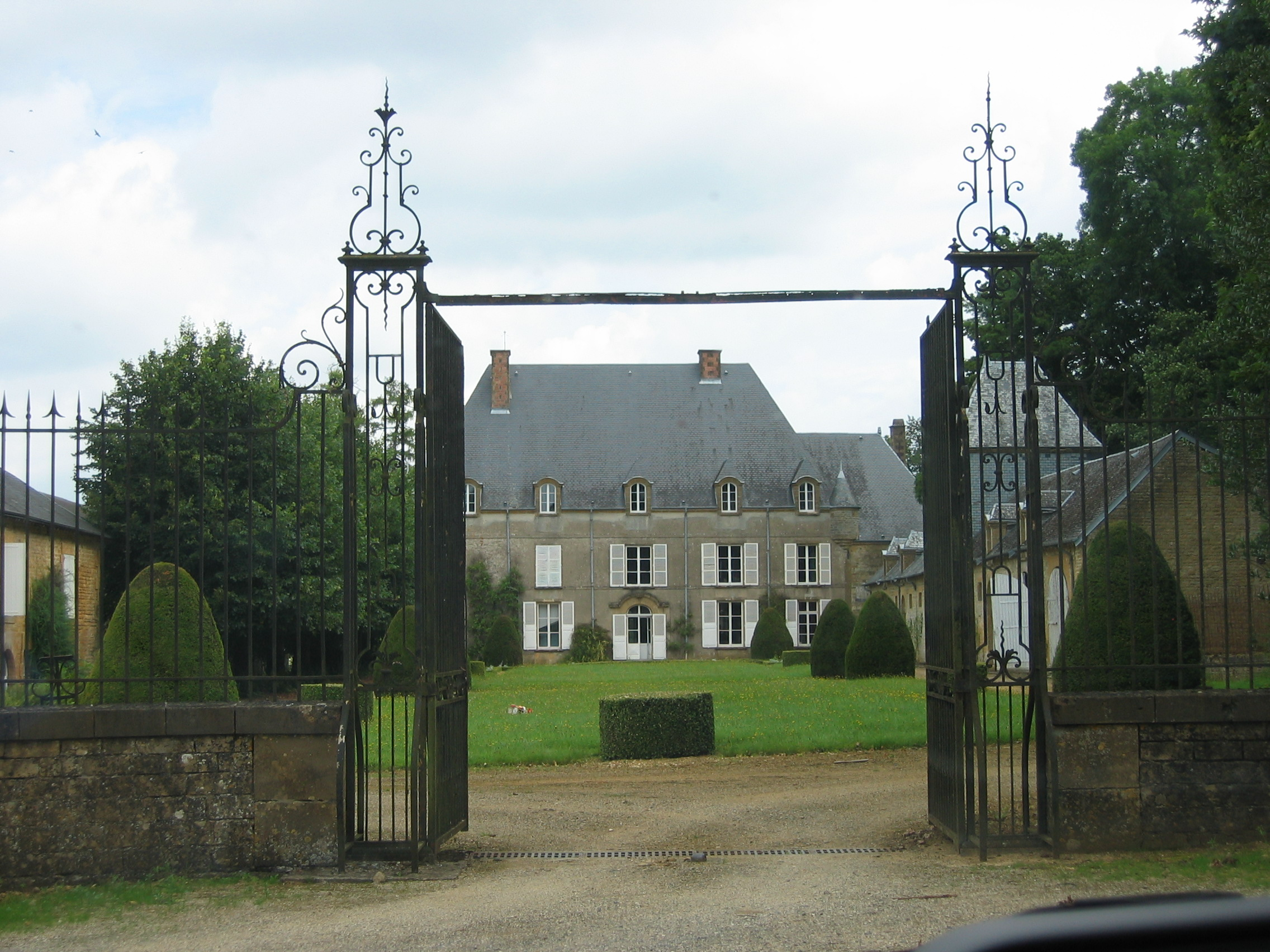
Château de Saint-Marceau